# Eurata tisamena
Eurata tisamena là một loài bướm đêm thuộc phân họ Arctiinae, họ Erebidae.